# CFF Tm 234-4
Le Tm 234-4 est un engin de chantier à deux essieux des Chemins de fer fédéraux suisses (CFF). Produit à 37 exemplaires entre 2018 et 2021 par l'entreprise spécialisée Windhoff (de), ils sont affectés à la division Infrastructure des CFF et remplacent les véhicules de type Tm 232 (anciennement Tm III).
Les Transports de Martigny et Régions (TMR) ont également commandé un exemplaire du Tm 234-4. Immatriculé Tm 234 355-6, il est entré en service à l'automne 2023.

## Commande et livraison
En novembre 2015, les CFF conclurent avec Windhoff un contrat portant sur l'acquisition de 35 nouveaux tracteurs de chantier, pour un montant total de 70 Millions d'Euros. Le nouveau véhicule, surnommé DART («Diesel-Arbeits- und Rangier-Traktor», tracteur diesel de travail et de manœuvre), se devait d'être compact, flexible dans son utilisation, mais également fiable.
5 exemplaires de pré-série, numérotés 401 à 405, furent tout d'abord construits, le premier sortant des usines le 4 juillet 2018. Ces 5 véhicules furent soumis jusqu'à la fin du mois de septembre 2019 à une batterie de tests, qui permirent de corriger certains défauts de jeunesse en vue de la production en série.
Le premier exemplaire de série, à savoir le Tm 234 406 entra en service en mai 2020 et le dernier fut livré en décembre 2021 en tant que Tm 234 437. 

Les prototypes 401, 402 et 405 furent rendus à Windhoff en 2020. Si le 405 fut plus tard repris par les CFF, les 401 et 402, remplacés par des exemplaires de série, furent vendus à l'entreprise Scheuchzer à Bussigny. Ils ont gardé leur numéro d'origine, mais ont reçu les surnoms «Écureuil 1» et «Écureuil 2».

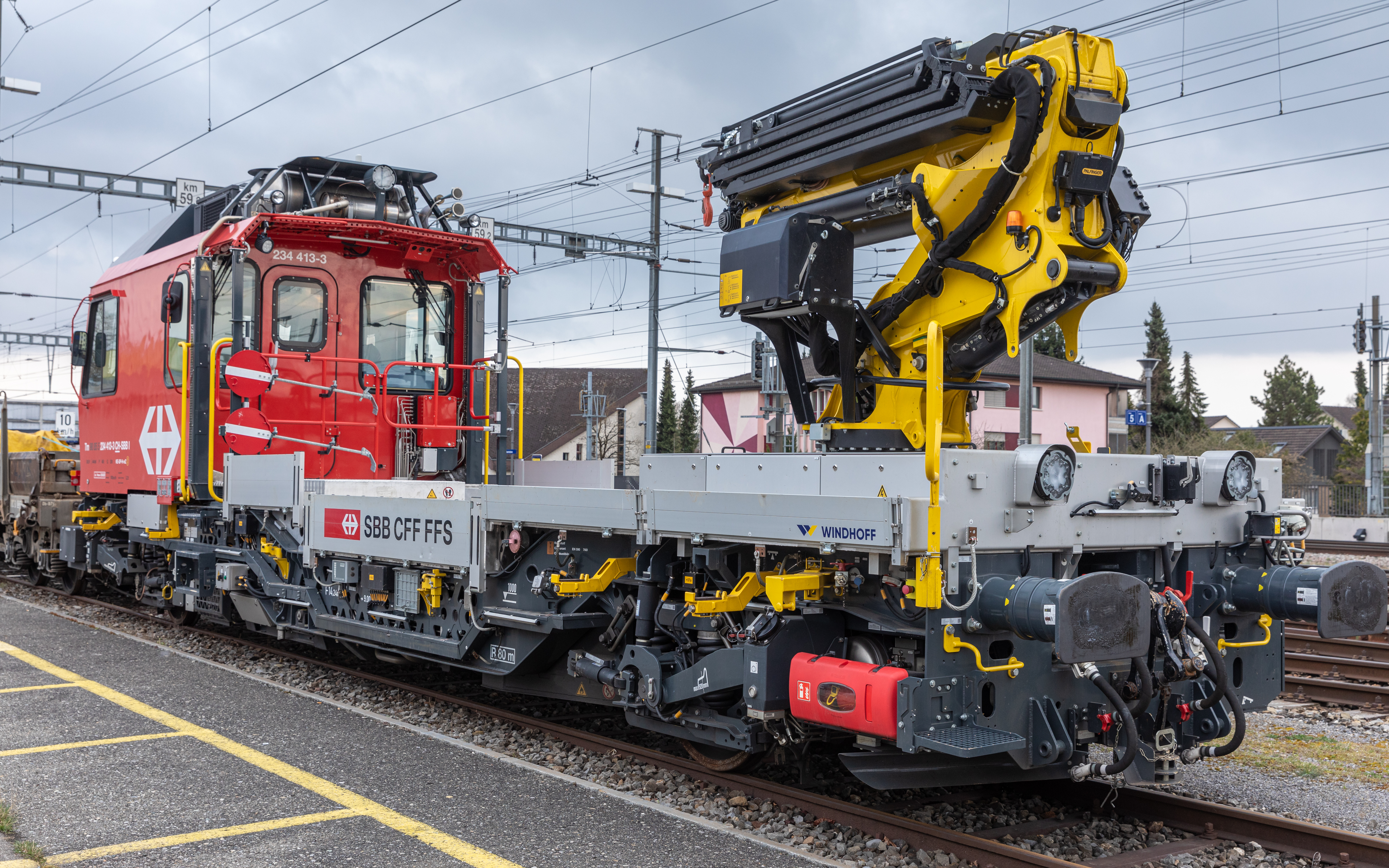
Vue arrière du Tm 234 417

## Aspects techniques
Le Tm 234-4 est équipé de deux moteurs et de deux transmissions – hydrostatique pour l'axe 1 et hydrodynamique pour l'axe 2 – pouvant être combinées. Tous les véhicules sont pourvus de l'ETCS et peuvent donc être utilisés sur l'ensemble du réseau suisse.
La charge maximale sur le pont de chargement est de 3200 kg. Ce dernier est équipé d'une grue Palfinger de type 220 C. Des deux côtés du véhicule peut être monté un chasse-neige avec lames de déneigement, fourni par l'entreprise Zaugg. 